# Shipton Lee
Shipton Lee är en by i civil parish Quainton, i kommunen Buckinghamshire, i England. Byn är belägen 14 km från Buckingham. Shipton Lee var en civil parish 1866–1886 när blev den en del av Quainton. Civil parish hade 61 invånare år 1881. Byn nämndes i Domedagsboken (Domesday Book) år 1086, och kallades då Sibdone.